# Royal Stade brainois
Ne pas confondre avec le Royal Cercle sportif brainois, un club de football basé dans la ville de Braine-L'Alleud.
Maillots
Dernière mise à jour : 29 juin 2017.
Le Royal Stade brainois était un club de football belge basé à Braine-le-Comte, issu de la fusion entre l'Amicale athlétique brainoise et l'Union sportive brainoise en 1969. Le club portait le matricule 343 et évoluait en D3 Amateur lors de la saison 2019-2020, ce qui a constitué sa 20e et dernière saison dans les divisions nationales.

## Histoire
L'Amicale athlétique brainoise est fondée au début des années 1920, et s'affilie à l'Union belge le 9 janvier 1924. Le club débute dans les séries régionale du Hainaut, et deux ans plus tard, il reçoit le matricule 343. Le 7 avril 1938, un autre club de la ville de Braine-le-Comte, l'Union sportive brainoise, s'affilie à l'Union belge. Il reçoit le matricule 2607. Le 13 juin 1951, l'Amicale athlétique brainoise est reconnue « Société royale », et adapte son nom en Royale Amicale athlétique brainoise.
Le 1er juillet 1969, les deux clubs décident de s'unir pour former le Stade Brainois, et choisissent d'évoluer en blanc. Le club fusionné conserve le matricule 343 de l'Amicale, le 2607 de l'Union étant radié par la Fédération. Deux ans plus tard, le club atteint pour la première fois de son Histoire la Promotion, le quatrième et dernier niveau national. Il parvient à s'y maintenir dans le milieu de classement, terminant entre la septième et la treizième place durant sept saisons. En 1979 toutefois, le club finit quatorzième et est relégué en première provinciale après huit saisons au niveau national. Il remonte en Promotion en 1986, mais redescend deux ans plus tard. Une section féminine est ouverte en 1988, qui connaîtra plus de succès que son homologue masculine avant de s'en détacher en 1995.
Le Stade revient en Promotion en 1993. Au terme de la saison de son retour, le club termine à égalité de points avec Ciney, et un test-match est organisé entre les deux équipes pour déterminer laquelle sera quinzième, et donc reléguée directement, et qui sera quatorzième, et devra passer par les barrages pour se maintenir. Braine l'emporte, et se retrouve dans le tour final interprovincial. Il dispute une première rencontre face à Theux, un autre barragiste promotionnaire, qu'il bat aux tirs au but et renvoie ainsi en provinciales. Au tour suivant, il élimine Londerzeel, également barragiste, et assure ainsi son maintien en nationales. Il échappe de peu à la relégation la saison suivante, mais il termine dernier en 1996 et retourne en provinciales.
Le club effectue un nouveau retour en Promotion en 1999, et obtient alors son meilleur classement historique avec une cinquième place en 2000. Il se maintient encore facilement l'année suivante, mais en 2002, il termine quinzième et est renvoyé à nouveau en première provinciale. Pendant quinze ans, le club navigue entre « P1 » et « P2 ». En 2016-2017, il remporte le tour final interprovincial et décroche une montée en Division 3 Amateur, le cinquième niveau national créé un an plus tôt. Quelques personnalité du foot comme Eden Hazard ou Stéphane Stassin y dont passés durant leurs jeunesses.
En avril 2021, le Stade Brainois et l'AFC Tubize annoncent leur intention de fusionner. Le nouveau club devrait s'appeler Royale Union Tubize-Braine. Cette fusion devient un fait établi le 1er juillet 2021, sous le nom de (Royale) Union Tubize Braine-le-Comte, sous le matricule 5632. Le matricule 343 du Stade Brainois disparaît peu avant de fêter son centenaire. Le CEntre de Formation de l'entité formée reçoit le nom de « Centre de Formation 343 » ou « CDF343 ».

## Résultats dans les divisions nationales
Statistiques clôturées - Club disparu

### Bilan
| Niv | Divisions     | Jouées | Titres | TM Up | TM Down |
| --- | ------------- | ------ | ------ | ----- | ------- |
| I   | 1re nationale | 0      | 0      |       |         |
| II  | 2e nationale  | 0      | 0      |       |         |
| III | 3e nationale  | 0      | 0      |       |         |
| IV  | 4e nationale  | 16     | 0      |       |         |
| V   | 5e nationale  | 4      | 0      |       |         |
|     |               |        |        |       |         |
|     | TOTAUX        | 20     | 0      | 0     | 0       |

- TM Up : test-match pour départager des égalités, ou toutes formes de Barrages ou de Tour final pour une montée éventuelle.
- TM Down : test-match pour départager des égalités, ou toutes formes de Barrages ou de Tour final pour le maintien.

### Classements saison par saison
| Ordre                                              | Saison    | Nom du club       | Niveau                          | Classement final | Remarques                                                   |
| -------------------------------------------------- | --------- | ----------------- | ------------------------------- | ---------------- | ----------------------------------------------------------- |
| 1                                                  | 1971-72   | R. Stade Brainois | Promotion série A               | 8e/16            |                                                             |
| 2                                                  | 1972-73   | R. Stade Brainois | Promotion série B               | 11e/16           |                                                             |
| 3                                                  | 1973-74   | R. Stade Brainois | Promotion série B               | 9e16             |                                                             |
| 4                                                  | 1974-75   | R. Stade Brainois | Promotion série D               | 7e/16            |                                                             |
| 5                                                  | 1975-76   | R. Stade Brainois | Promotion série A               | 9e/16            |                                                             |
| 6                                                  | 1976-77   | R. Stade Brainois | Promotion série A               | 10e/16           |                                                             |
| 7                                                  | 1977-78   | R. Stade Brainois | Promotion série C               | 13e/16           |                                                             |
| 8                                                  | 1978-79   | R. Stade Brainois | Promotion série B               | 14e/16           | Relégué !                                                   |
| séries provinciales                                |           |                   |                                 |                  |                                                             |
| 9                                                  | 1986-87   | R. Stade Brainois | Promotion série A               | 10e/16           |                                                             |
| 10                                                 | 1987-88   | R. Stade Brainois | Promotion série A               | 15e/16           | Relégué!                                                    |
| séries provinciales                                |           |                   |                                 |                  |                                                             |
| 11                                                 | 1993-94   | R. Stade Brainois | Promotion série D               | 14e/16           |                                                             |
| 12                                                 | 1994-95   | R. Stade Brainois | Promotion série A               | 12e/16           |                                                             |
| 13                                                 | 1995-96   | R. Stade Brainois | Promotion série A               | 16e/16           | Relégué!                                                    |
| séries provinciales                                |           |                   |                                 |                  |                                                             |
| 14                                                 | 1999-00   | R. Stade Brainois | Promotion série D               | 5e/16            |                                                             |
| 15                                                 | 2000-01   | R. Stade Brainois | Promotion série D               | 8e/16            |                                                             |
| 16                                                 | 2001-02   | R. Stade Brainois | Promotion série A               | 15e/16           | Relégué!                                                    |
| séries provinciales                                |           |                   |                                 |                  |                                                             |
| 17                                                 | 2017-18   | R. Stade Brainois | Division 3 Amateur ACFF série A | 13e/16           |                                                             |
| 18                                                 | 2018-19   | R. Stade Brainois | Division 3 Amateur ACFF série A | 13e/16           |                                                             |
| 19                                                 | 2019-20   | R. Stade Brainois | Division 3 Amateur ACFF série A | 9e/16            | Championnat arrêté après 24 journées (Pandémie de Covid-19. |
| 20                                                 | 2020-2021 | R. Stade Brainois | Division 3 Amateur ACFF série A | N/A              | Championnat arrêté et annulé.                               |
| Fusion avec AFC Tubize, le matricule 343 disparaît |           |                   |                                 |                  |                                                             |

## Palmarès
Champion de 1re Provinciale du Hainaut : 1971 - 1986 - 1993 - 1999
Champion de 2e Provinciale du Hainaut : 2016.